# Diamantfinken
Die Diamantfinken (Stagonopleura), auch Diamantamadinen genannt, sind eine australische Gattung aus der Familie der Prachtfinken. Während die Feuerschwanz- und die Rotohramadine von der IUCN als ungefährdet eingestuft wird, gilt der Diamantfink aufgrund von Lebensraumvernichtung als eine in geringem Maße gefährdete (near threatened) Art.

## Beschreibung
Diamantfinken erreichen eine Körperlänge zwischen elf und zwölf Zentimeter. Die einzelnen Arten ähneln sich nicht nur in ihrer Größe, sondern auch in ihrer Körpergestalt. Alle haben entweder auffällig gepunktete oder fein quergewellte Körperunterseiten. Ihr Bürzel sowie die Oberschwanzdecken sind rot. Auch die Rachenzeichnung der Nestlinge ähnelt sich. Allen drei Arten ist außerdem der rote Schnabel gemeinsam. Ein ausgeprägter Sexualdimorphismus ist bei keiner Art vorhanden.

## Verbreitung und Lebensweise
Alle drei Arten besiedeln Australien. Die Rotohramadine ist ausschließlich in einem schmalen Band an der südwestlichen Küste des australischen Kontinents vor. Sie hat von allen australischen Prachtfinkenarten das kleinste Verbreitungsgebiet. Das Verbreitungsgebiet der Feuerschwanzamadine ist Südostaustralien etwa zwischen Adelaide und Sydney. Diese Art kommt außerdem auf der Känguru-Insel und Tasmanien vor. Der Diamantfink kommt in den Trockenwaldgebieten Ost- und Südaustraliens vor.
Die Rotohramadine ist von allen australischen Prachtfinkenarten die am stärksten spezialisierte Art. Sie bewohnt bevorzugt die Lichtungen von Eukalyptuswäldern mit dichtem strauchartigen Unterwuchs. Sie ist dort besonders häufig am Grund von mit schmalen Wasserläufen durchzogenen Tälern. Seltener kommt sie in Busch- und Heidevegetationen sowie Sumpfgebieten vor. Die Feuerschwanzamadine bewohnt offene Lebensräume und ist in ihren Ansprüchen an ihr Biotop etwas weniger spezialisiert als die Rotohramadine. Ähnlich wie die Rotohramadine bevorzugt sie die unmittelbare Nähe von Wasser und ist häufig am Ufer von Flüssen und Seen anzutreffen. Der Lebensraum des Diamantfinken sind Gebiete mit lichtem Baumbestand und einem relativ dichten Bewuchs an Sträuchern. Sie zeigen von allen drei Arten die am wenigsten an Wasser gebundene Lebensweise.

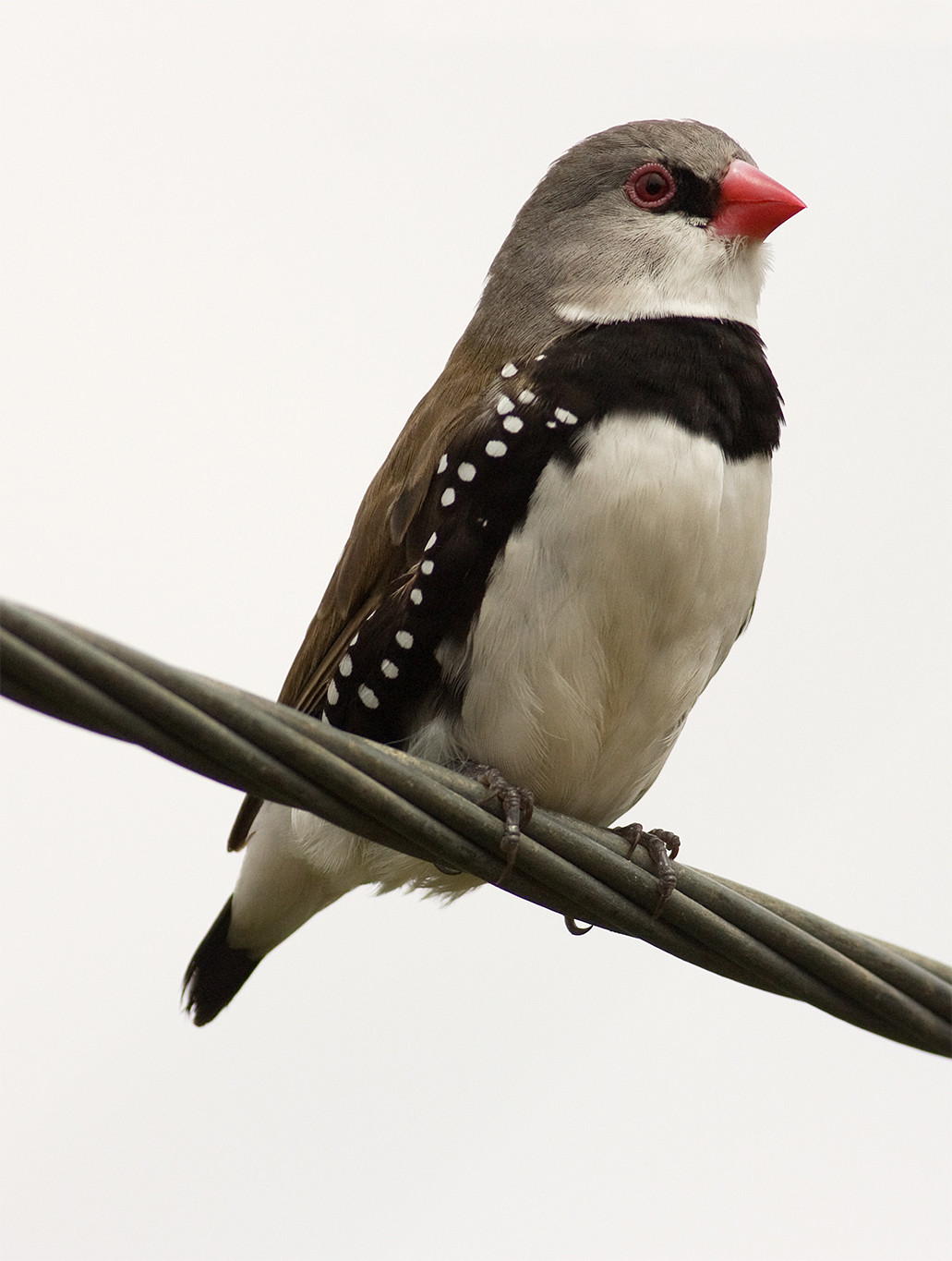
Diamantfink

## Haltung
An der Ersteinfuhr aller drei Arten nach Deutschland, die in die 1870er Jahre fallen, war die Tierhändlerin Christiane Hagenbeck beteiligt. Die Rotohramadine ist seitdem nicht mehr eingeführt worden und auch die Feuerschwanzamadine wird heute verhältnismäßig selten gehalten. Eine größere Bedeutung im Ziervogelhandel hat dagegen der Diamantfink. Er wird in Europa in größerer Stückzahl nachgezogen. So betrugen die Nachzuchtzahlen für diese Art im Zeitraum 1984 bis 1987 jährlich zwischen 1.000 und 1.500 Jungvögel. In den 1990er Jahren gingen die Nachzuchtzahlen jedoch zurück. 1995 wurden beispielsweise nur 362 Diamantfinken nachgezüchtet.

## Arten
Die folgenden Arten werden zu den Diamantfinken gezählt:
- Diamantfink (S. guttata)
- Feuerschwanzamadine (S. bella)
- Rotohramadine (S. oculata)

## Belege

### Einzelbelege
1. ↑  IUCN Red List of Threatened Species, aufgerufen am 19. April 2022
2. 1 2   Nicolai et al., S. 29
3. ↑   Nicolai et al., S. 23
4. ↑   Nicolai et al., S. 24, S, 32, S. 39
5. ↑   Nicolai et al., S. 39